# Edificio Gaselec
El Edificio Gaselec es un edificio regionalista neocolonial de la ciudad española de Melilla, situado en la calle Ejército Español, que forma parte del Conjunto Histórico Artístico de la Ciudad de Melilla, un Bien de Interés Cultural.

## Historia
Construido en 1930 según un proyecto de Mauricio Jalvo Millán, basado en otro de González Edo más ecléctico de sólo una planta baja y principal para la compañía eléctrica Gaselec sobre una antigua central eléctrica.

## Descripción
Consta de planta baja y dos plantas sobre ella y está construido en ladrillo macizo.
La baja esta estructurada con vanos de arcos apuntados, de menor tamaño los de las esquinas y situándose en las laterales, a la Avenida Cándido Lobera y a la calle Roberto Cano el ingreso a los portales, la principal con ventanas de arcos rebajados, una pequeña balconada central y miradores en las esquinas y la primera con gran balconada central y ventanas arquitrabadas, que dan paso al gran alero en los laterales que corona la obra.